# Antoine Sanguin de Meudon

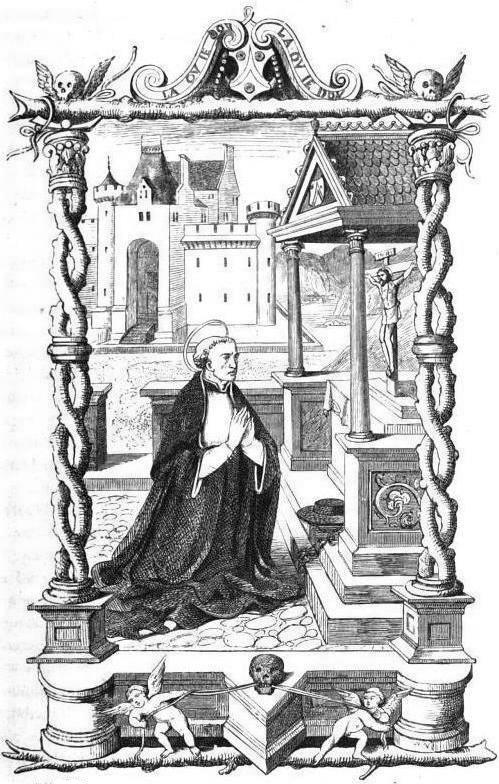
Kardinal Sanguin, Zeichnung von Léon Gaucherel, Gravur von Ernest Boetzel, 19. Jahrhundert, nach dem „Stundenbuch des Kardinals Sanguin“, Italien, 16. Jahrhundert, Sammlung Firmin Didot

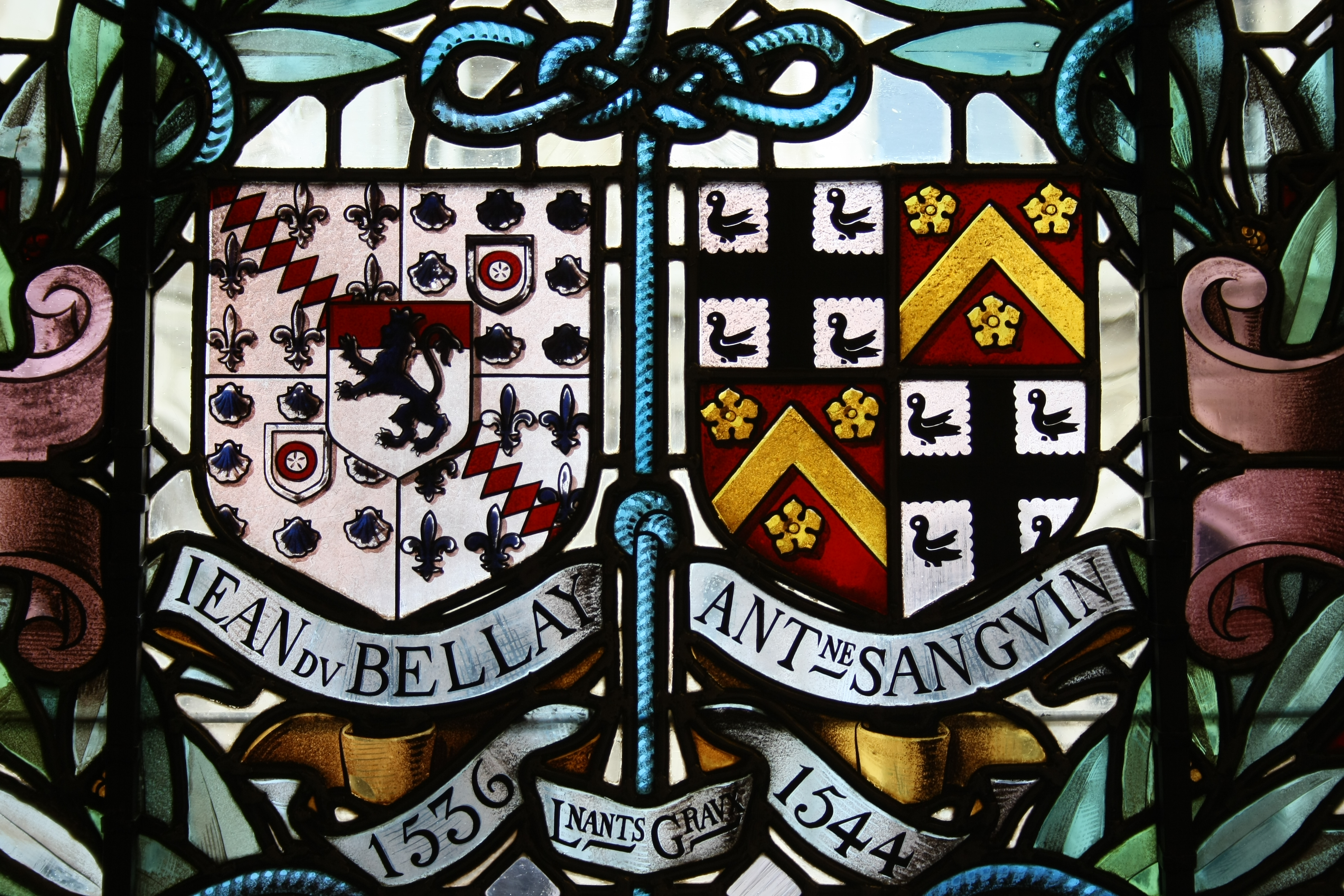
Wappenschild des Kardinals Antuóine Sanguin de Meudon (rechts; Fenster im Rathaus von Paris)

Antoine Sanguin de Meudon, genannt Cardinal de Meudon (* 1493 in der Picardie; † 25. November 1559 in Paris), war Großalmosenier des Königs Franz I., Erzbischof von Toulouse und Kardinal.

## Leben
Antoine Sanguin war der zweite Sohn von Antoine Sanguin († 1500), Seigneur de Meudon, La Honville, Lunesy etc., Maître des eaux et forêts de France, Champagne et Brie, und Marie Simon. Er war der Onkel von Anne de Pisseleu d’Heilly, der Mätresse Franz’ I. Sein Vater erklärte ihn für mündig, kurz bevor er selbst starb. Er wurde Kanoniker in Champeaux, seine Karriere kam allerdings erst in Gang, nachdem seine Nichte die Mätresse des Königs geworden war.
Franz I. ernannt ihn zum Bischof von Orléans, die Zustimmung von Papst Clemens VII. erfolgte am 6. November 1533. Kurz danach wurde er Maître de l‘Oratoire. 1535 wurde Antoine Sanguin Kommendatarabt von Saint-Benoît-sur-Loire, die Aufgabe nahm er bis 1543 wahr. 1537 wurde er Abt von Vézélay.
Im Konsistorium vom 19. Dezember 1539 erhob Papst Paul III. ihn zum Kardinal, den Kardinalspurpur erhielt er Ostern 1540 in der Kathedrale Notre-Dame de Paris aus den Händen des Kardinals Alessandro Farnese, dem Päpstlichen Legaten in Frankreich. Seit 1541 wurde er Cardinal de Meudon genannt., die Titelkirche Santa Maria in Portico Octaviae erhielt er am 15. Juli 1541.
Am 7. August 1543 machte ihn der König zum Großalmosenier von Frankreich, im gleichen Jahr wurde er der erste Kommendatarabt von Les Vaux-de-Cernay. Am 16. April 1544 wurde er Lieutenant-général du roi à Paris, d. h. Stellvertreter von François de Montmorency als Gouverneur von Paris (ein Amt, das ein Bruder Jean Sanguin, Seigneur de Meudon, zehn Jahre zuvor schon ausgeübt hatte) – in den Sommer des gleichen Jahres fallen die Angriffe des Kaisers Karl V. auf das Land, der Kardinal gehörte daraufhin zu der französischen Delegation, die den Frieden von Crépy verhandelte. Ebenfalls 1544 wurde er zum Bischof von Limoges ernannt.
Als nach dem Tod von Franz I. am 31. März 1547 seine Nichte in Ungnade fiel, traf ihn das gleiche Schicksal. Er gab das Amt des Großalmoseniers auf, auch das Amt als Stellvertreter des Gouverneurs von Paris wird jetzt geendet haben, und er zog sich nach Italien zurück: am 20. Dezember 1547 besuchte Antoine Sanguin erstmals die Römische Kurie, am 22. Dezember wurde er von Papst Paul III. empfangen. Ebenfalls 1547 wurde er zum Kardinalpriester von San Crisogono ernannt.
Er nahm am Konklave 1549–1550 (29. November bis 7. Februar) teil, das mit der Wahl von Julius III. endete. Ebenfalls 1550 wurde Antoine Sanguin rehabilitiert und kehrte nach Frankreich zurück; er gab sein Amt als Bischof von Orléans und Bischof von Limoges auf, im Jahr 1551 tauschte er die Abtei Saint-Benoît-sur-Loire mit Odet  de Coligny, Cardinal de Châtillon, gegen das Erzbistum Toulouse, die Ernennung durch König Heinrich II. erfolgte am 20. Oktober – seine Zustimmung erteilte Papst Julius III. erst drei Jahre später, am 22. Oktober 1553. Am Konklave April 1555 (5.–9. April), das mit der Wahl von Marcellus II. endete, nahm er teil, nicht aber am kurz darauf stattfindenden Konklave Mai 1555 (15.–23. Mai), und auch nicht am Konklave 1559 (5. September – 25. Dezember).

## Bautätigkeit und Erbe
Der reiche Pariser Bürger Guillaume Sanguin, Urgroßvater von Antoine Sanguin, hatte 1426 das Lehen Meudon gekauft. Das zugehörige Manoir wurde 1520 im Auftrag Antoine Sanguins abgerissen, um ein neues Schloss zu bauen, das er 1527 seine Nichte Anne de Pisseleu schenkte. Mit Vertrag vom 2. Juni 1540 vererbte er ihr zudem die Herrschaften Meudon, Angervilliers und Bures, die ihm kurz zuvor sein Bruder Jean († 1539/40) hinterlassen hatte.
Um 1545 erwarb er das „Hôtel d’Évreux“, das dem Kardinal Jean de La Balue, Bischof von Évreux, gehört hatte. Ab 1550 wurde hier das neue „Hôtel de Meudon“ gebaut, das erst von Kardinal René de Birague fertiggestellt wurde, und heute unter dem Namen Hôtel de Chavigny (Rue de Sévigné 9) bekannt ist.
Antoine Sanguin hatte von einer unbekannten Frau einen Sohn, Richard Sanguin, über den aber nichts weiter bekannt ist. Er starb in Paris am 25. November 1559 und wurde im Konvent Sainte-Catherine-du-Val-des-Écoliers bestattet.